# José Fernando Viana de Santana
José Fernando Viana de Santana, mais conhecido como Fernandão (Rio de Janeiro, 27 de março de 1987), é um ex-futebolista brasileiro que atuava como atacante.

## Carreira

### Início
Fernandão começou a carreira de futebol tarde, aos 19 anos, quando era vendedor de tapetes, no Rio de Janeiro, e foi convidado a fazer um treino no América. Depois de chamar a atenção da equipe carioca, fez seu primeiro contrato no clube em 2007, ano em que foi convocado para a seleção brasileira sub-20 jogando apenas 8 partidas.
Em 2008, assinou um contrato de unidade com a Tombense e imediatamente foi emprestado ao clube Flamengo por um ano. Em janeiro de 2009, o jogador saiu por empréstimo para o Volta Redonda para a disputa do Campeonato Carioca.

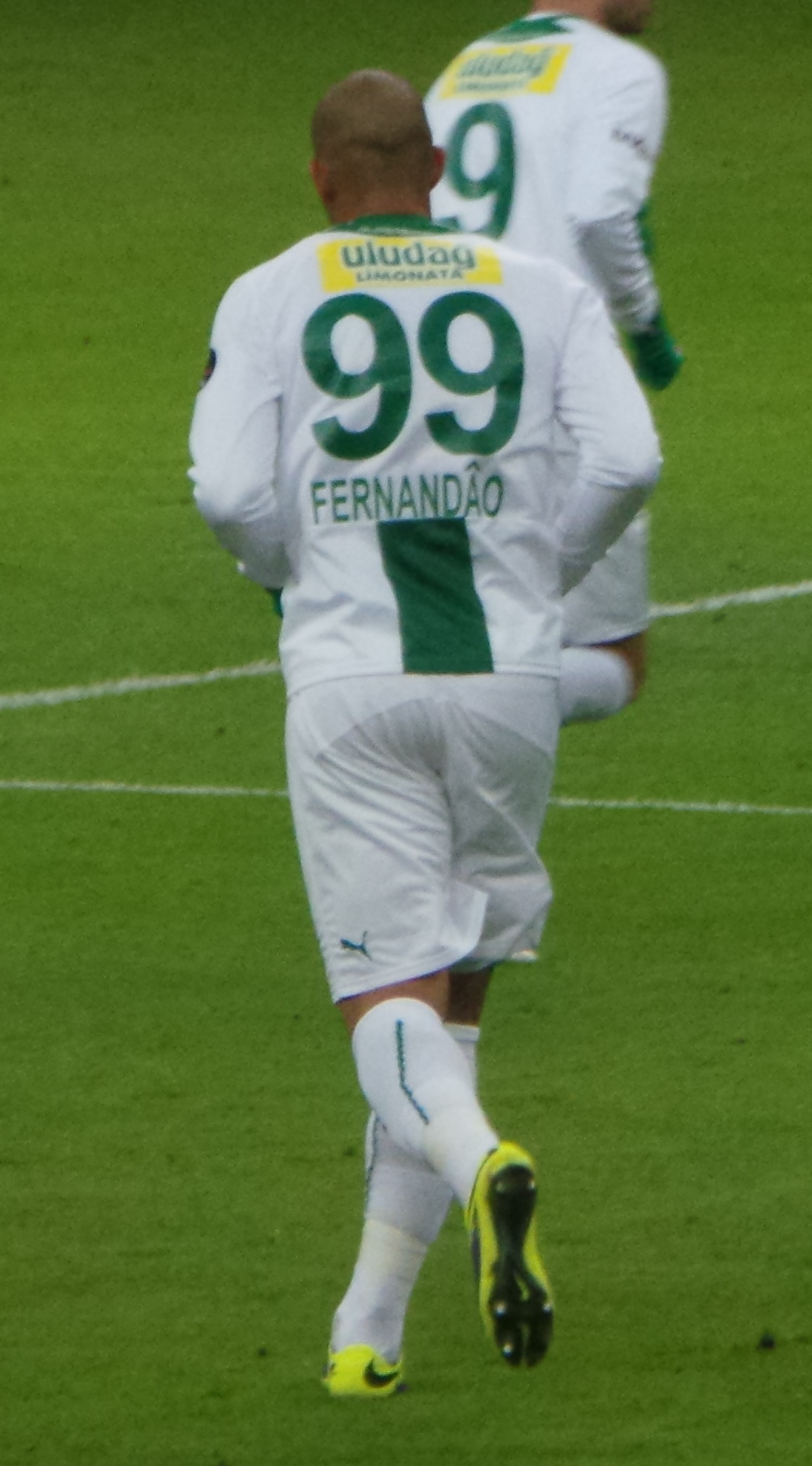
Fernandão atuando peloBursaspor.

Em 2010, foi emprestado para o Macaé e, ainda no mesmo ano, foi emprestado ao Paysandu.[carece de fontes?] Um ano depois, foi emprestado pela Tombense ao Democrata, clube no qual teve boa passagem, fazendo 08 gols em 11 jogos. Com isso, despertou interesse do Guarani, clube que jogou até agosto de 2011, marcando 5 gols em 20 dias, quando foi para o Palmeiras, assinando contrato até o final do Campeonato Paulista de 2012.

### Democrata-GV
Chegou ao Democrata (de Governador Valadares) em janeiro de 2011, após passagem pelo Paysandu. Apesar da campanha irregular do clube no campeonato daquele ano, foi o destaque com 8 gols marcados em 11 jogos. Após o término do Campeonato Mineiro foi contratado pelo Guarani, de Campinas, para a disputa da Série B do Campeonato Brasileiro.

### Palmeiras
Logo no primeiro jogo pela equipe paulistana, marcou o gol da vitória por 2 a 1, contra o maior rival, o Corinthians, em partida válida pelo Campeonato Brasileiro de Futebol de 2011. Fez 18 partidas pelo clube paulista e marcou 2 gols no campeonato brasileiro.

### Atlético Paranaense
Em 30 de abril, acertou com o Atlético Paranaense na disputa pela série B. Fez 11 partidas pelo clube 2 gols, mas não permaneceu no elenco principal. Foi emprestado para o Mogi Mirim, onde disputou o Campeonato Paulista de 2013.

### Bahia
No dia 19 de abril de 2013 foi anunciado como novo reforço do Bahia. O contrato foi até o final da temporada, emprestado. Fez um gol no triunfo do Bahia por 2 a 1 fora de casa contra o Internacional em 2 de junho de 2013. Marcou dois gols na vitória do Bahia de virada por 2 a 1 sobre o Botafogo em 5 de junho de 2013. Pela quinta rodada marcou mais um gol no empate do Bahia por 1 a 1 com o Vasco em 8 de junho de 2013. Lutou pela artilharia até o fim do campeonato, sendo peça importante na luta do Bahia pela fuga do rebaixamento. Ao final da temporada o tricolor baiano tentou a renovação do seu contrato, contudo, o jogador foi negociado com o Bursaspor da Turquia.

### Bursaspor
Acertou para 2014, com o Bursaspor, sendo negociado por empréstimo com o Atlético Paranaense. Chegou no início de 2014, no meio da temporada europeia, onde já se destacou e mostrou para o que veio, marcando 12 gols em 18 jogos. Na temporada seguinte, 2014/15, deslanchou de vez e foi o artilheiro do campeonato turco com 22 gols, passando a ser idolatrado pelos torcedores clube, e que pedem muito para que fique.

### Fenerbahçe
Em 2015, Fernandão assinou contrato de 4 anos com o Fenerbahçe para a temporada de 2015/16. Em sua primeira temporada se firma como titular e artilheiro da equipe com 25 gols em 55 jogos, colocando o grande atacante holandês Van Persie no banco. Na temporada seguinte, continua a marcar gols até sofrer uma grave lesão no braço onde houve uma fratura e fica de fora dos gramados por 7 meses, só voltando na temporada seguinte e encerrando essa temporada com 12 gols em 25 jogos. Já na temporada 2017/18, fazendo seu retorno apenas em outubro e alternando entre titularidade e reserva, porém entrando ou jogando quase todos os jogos, e mesmo assim, mantendo um boa media gols, finalizando com 13 gols em 24 jogos. Ao fim da temporada recebe uma proposta irrecusável do mundo árabe e fecha seu ciclo no clube sendo querido pelos torcedores, pelo empenho, gols, mesmos com quaisquer circunstancias negativas que aconteceram.

### Al Wehda
Em 12 de junho de 2018, acertou com o Al Wehda. Fernandão disse não se adaptar com as leis do país e com a cultura da Arábia Saudita.

### Bahia
Em 23 de janeiro de 2019, foi anunciado pelo Bahia como reforço até 2020. Numa negociação estimada em 4,5 milhões de reais, o ídolo tricolor se tornou também a maior compra da história do clube da boa terra. Estreou num clássico BaVi, entrando nos minutos finais.
Marcou 4 gols numa vitória sobre o Jequié, onde o Bahia deu 5 x 0 e se classificou para a segunda fase do baiano. Fez mais um gol no triunfo do Bahia sobre o Salgueiro pela Copa do Nordeste. Pela semifinal do baiano de 2019, contra o Atlético/BA, fez mais um gol, confirmando um grande retorno ao Bahia com 6 gols em 6 jogos. Pela 4ª fase da Copa do Brasil, no 1º jogo, em casa, Fernandão fecha o placar na goleada por 4 a 0, deixando sua marca mais uma vez, dessa vê de cabeça. No dia 21 de abril de 2019, conquista o Campeonato Baiano, seu primeiro título com a camisa tricolor.

### Goiás
Em outubro de 2020, foi contratado pelo Goiás com contrato até o fim do Campeonato Brasileiro de 2020.

## Títulos
Paysandu
- Campeonato Paraense: 2010

Bahia
- Campeonato Baiano: 2019 e 2020

## Prêmios individuais
- Melhor Atacante do Campeonato Turco de 2014, 2015 e 2016
- Melhor Atacante do Campeonato Baiano de 2019

## Artilharias
- Campeonato Turco 2014/15 : 22 gols